# Canal de Berdún (Huesca)
Pour l’article homonyme, voir Canal de Berdún.
Canal de Berdún est une commune d'Espagne dans la communauté autonome d'Aragon, province de Huesca. Elle regroupe les villages de Berdún, Biniés, Majones, Martes et Villareal de la Canal.

## Géographie
Le territoire de la commune se situe dans le massif montagneux des Pyrénées :
| \| Canal de Berdún \| Géolocalisation sur la carte des Pyrénées |
| Canal de Berdún                                                 |

Administrativement la localité se trouve au nord de l'Aragon dans la comarque de Jacetania.

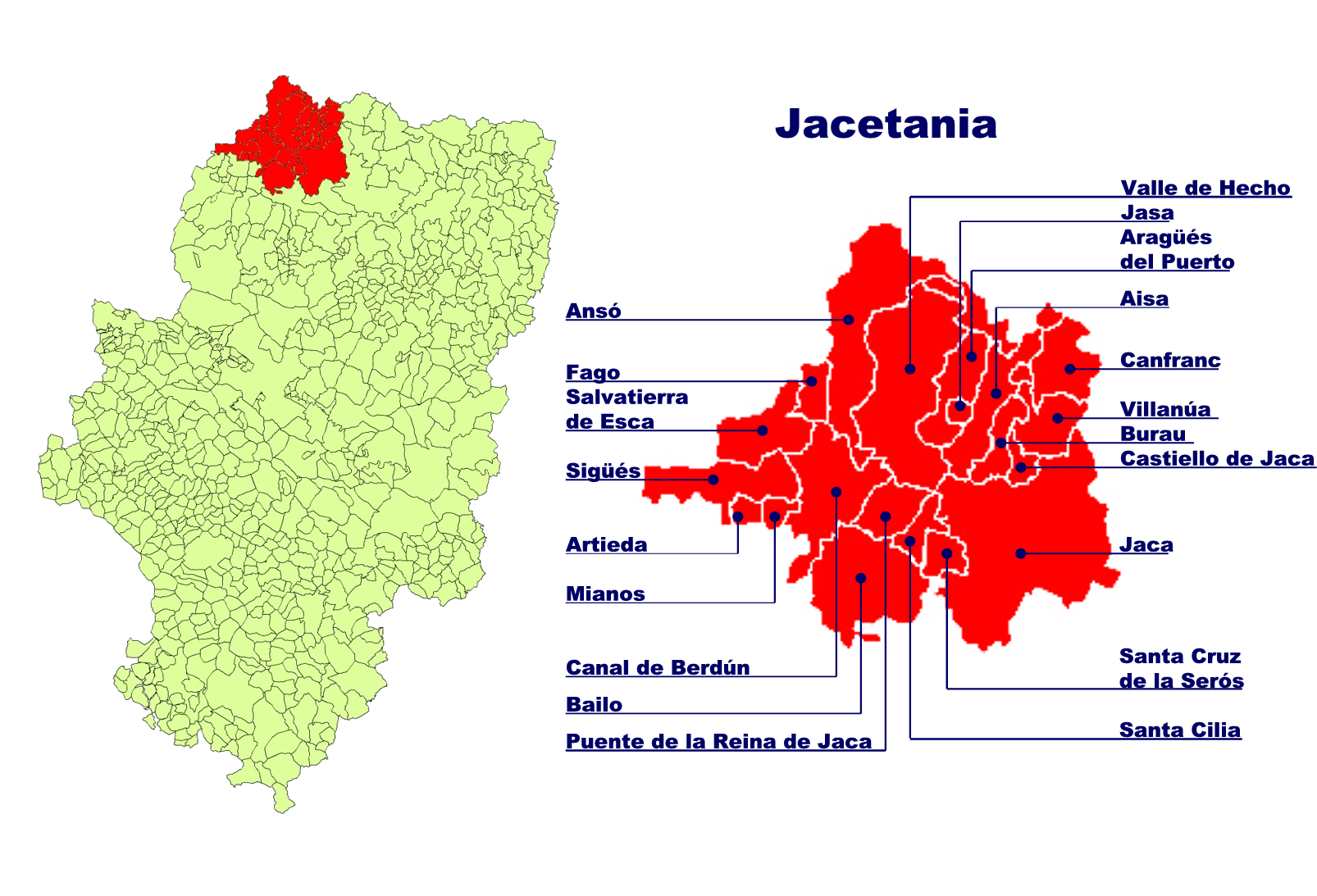
Territoire des communes en la comarque de la Jacetania (zone rouge, reste de l'Aragon en vert clair)

Localités limitrophes : À compléter

## Administration
| Période | Période | Identité              | Étiquette | Qualité |
| ------- | ------- | --------------------- | --------- | ------- |
| 1979    | 1983    |                       |           |         |
| 1983    | 1987    |                       |           |         |
| 1987    | 1991    |                       |           |         |
| 1991    | 1995    |                       |           |         |
| 1995    | 1999    |                       |           |         |
| 1999    | 2003    |                       |           |         |
| 2003    | 2007    |                       |           |         |
| 2007    | 2011    | Manuel Torralba Ortiz |           |         |

## Démographie
| Évolution démographique | Évolution démographique | Évolution démographique | Évolution démographique | Évolution démographique | Évolution démographique | Évolution démographique | Évolution démographique | Évolution démographique | Évolution démographique | Évolution démographique | Évolution démographique | Évolution démographique | Évolution démographique | Évolution démographique | Évolution démographique | Évolution démographique | Évolution démographique |
| 1842                    | 1857                    | 1860                    | 1877                    | 1887                    | 1897                    | 1900                    | 1910                    | 1920                    | 1930                    | 1940                    | 1950                    | 1960                    | 1970                    | 1981                    | 1991                    | 2001                    | 2007                    |
| ----------------------- | ----------------------- | ----------------------- | ----------------------- | ----------------------- | ----------------------- | ----------------------- | ----------------------- | ----------------------- | ----------------------- | ----------------------- | ----------------------- | ----------------------- | ----------------------- | ----------------------- | ----------------------- | ----------------------- | ----------------------- |
| ..                      | ..                      | ..                      | ..                      | ..                      | ..                      | ..                      | ..                      | ..                      | ..                      | ..                      | ..                      | ..                      | 745                     | 550                     | 459                     | 422                     | 414                     |